# 지익표
지익표(1925년 ~ 2024년 2월 11일)은 대한민국의 법조인이다.

## 개요
대한민국의 독립유공자.

## 생애
1925년 전남 완도군에서 태어나 1942년 여수공립수산학교에 재학할 당시 독서회를 조직하여 일본의 부당함과 징병 거부 운동을 하였다. 이에 경찰은 그를 체포했고, 기소유예 처분을 받았다.
제9회 고등고시 사법과에 합격하여 1960년부터 판사로 재직하다가 1966년 변호사 개업을 했으며, 광주지방변호사회 회장, 대한변호사협회 부협회장을 역임했다.
대일 민족소송을 제기하여 화제가 되기도 했다.
이후 2019년 독립유공자로 대통령 표창을 수여받았고, 2024년 2월 11일 98세의 나이로 사망하였다.